# Oliver Kragl
Oliver Kragl (Wolfsburg, 12 maggio 1990) è un calciatore tedesco, di ruolo centrocampista della Nissa.

## Caratteristiche tecniche
Gioca prevalentemente come esterno sinistro di centrocampo, ma può agire anche in zona offensiva come ala sinistra. All'occorrenza, può essere impiegato anche da terzino sinistro, in una difesa a quattro. Si dimostra molto abile nel crossare e fornire assist per i compagni; inoltre è un ottimo tiratore dei calci piazzati e possiede un buon tiro dalla media-lunga distanza, grazie al suo sinistro molto potente e preciso.

## Carriera

### Club

#### Gli inizi
Cresciuto nelle giovanili del E. Braunschweig, dal 2009 al 2011 si è alternato tra la prima squadra e le giovanili. Nell'estate 2013 si trasferisce nel campionato austriaco al Ried dopo due stagioni e mezzo.

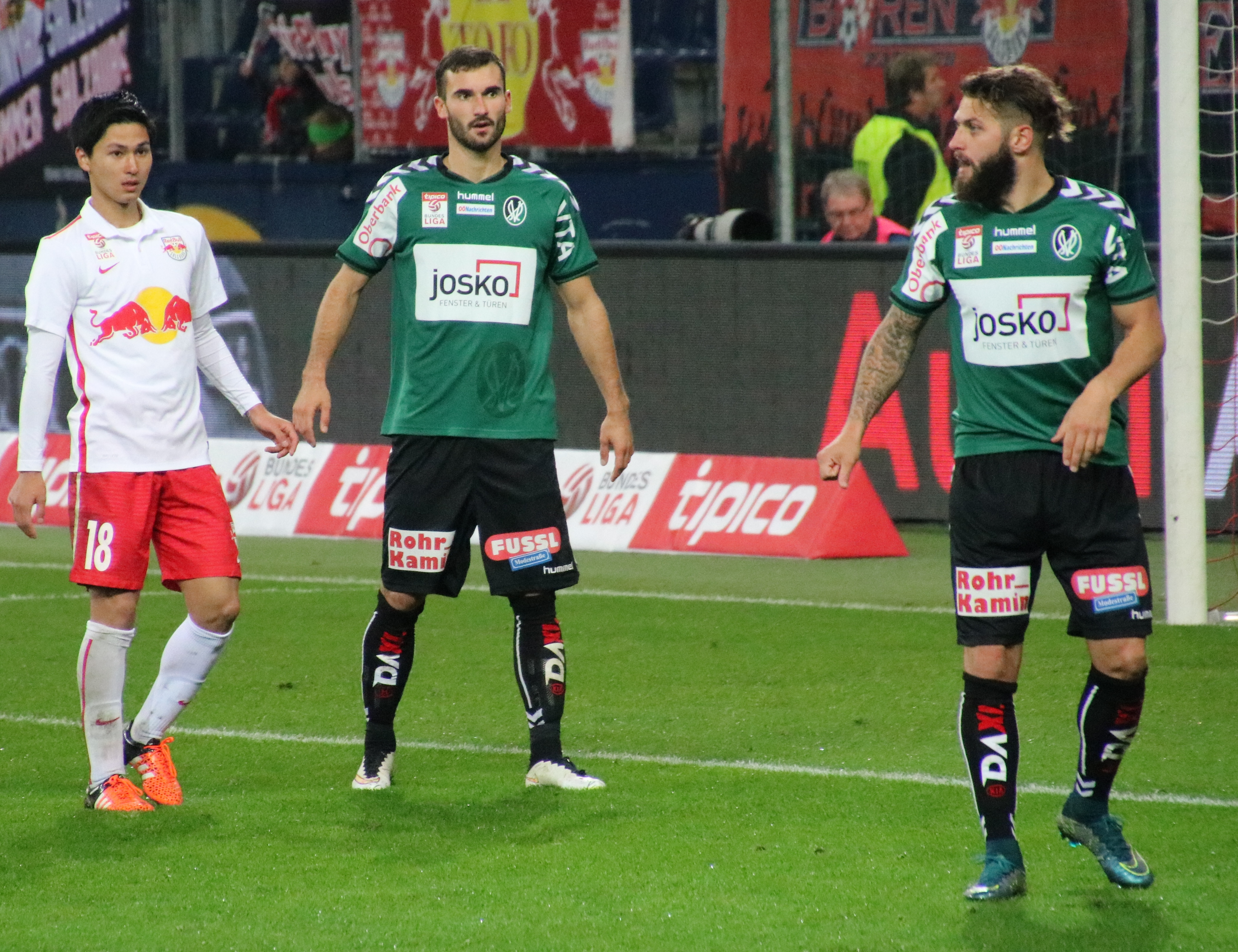
Oliver Kragl (a destra) con la maglia del Ried nel 2015.

#### Frosinone
Nel gennaio 2016, viene acquistato dal Frosinone per 400 000 euro. Esordisce nella partita con il Napoli, persa per 1-5. Il 1º maggio realizza la prima, nonché unica, rete in Serie A con i ciociari nel 3-3 con il Milan: va infatti a bersaglio su punizione, calciando da oltre 30 metri.

#### Crotone e Foggia
Nell'estate 2017 passa al Crotone, ma nel girone di andata del campionato colleziona soltanto 5 presenze.
A metà stagione, il club pitagorico lo cede quindi in prestito al Foggia. Il 27 gennaio 2018 segna il primo gol in rossonero in occasione del successo in casa della Virtus Entella (2-1)  Con 6 reti (tra cui la doppietta nel 3-0 al Carpi) e 5 assist nel torneo cadetto, contribuisce al raggiungimento della salvezza da parte dei pugliesi. A fine stagione, la società rossonera decide di riscattarlo.

#### Benevento e prestito all'Ascoli
Svincolatosi dal Foggia, dopo la mancata iscrizione del club rossonero al campionato di Serie C, il 16 luglio del 2019 firma con il Benevento un contratto triennale. Il 24 settembre segna il primo gol con la squadra sannita, andando a segno in casa del Pordenone.
Il 5 ottobre 2020 il calciatore tedesco si lega all'Ascoli in prestito. Il 4 gennaio 2021 segna il primo gol con i marchigiani, decidendo nel recupero la vittoria sulla Reggina per 2-1.
Tornato al Benevento, il 31 agosto 2021, risolve consensualmente il proprio contratto.

#### Avellino e ritorno al Ried
Da svincolato, il 2 febbraio 2022 firma un contratto con l'Avellino in Serie C, fino al 30 giugno 2022, con rinnovo automatico in caso di promozione in Serie B.
Il 19 febbraio segna la sua prima rete con i lupi, marcando il primo dei due gol contro la Fidelis Andria. Lascia la squadra irpina a fine stagione.
Il 1º settembre 2022 fa ritorno al Ried dopo 6 anni, ma dopo appena 5 presenze rescinde il contratto il 5 gennaio 2023.

#### Messina, Trapani e Fidelis Andria
L'11 gennaio 2023 torna in Italia e firma per il Messina, in Serie C. Debutta con la maglia messinese quattro giorni dopo contro la Viterbese segnando anche un gol. Il 28 luglio 2023 rescinde il proprio contratto con i siculi.
Il 2 agosto 2023 viene acquistato dal Trapani. Con 17 gol contribuisce al ritorno in Serie C del club siciliano.
Dopo aver fatto la preparazione estiva con il club siciliano, ai primi di settembre viene ceduto al club pugliese della Fidelis Andria, restando cosi in Serie D. Il 26 marzo 2025 rescinde il contratto con la squadra biancazzurra.
Svincolato, il 27 marzo 2025 viene comunicato il suo ritorno ritorno al Trapani, in Serie C. Il 21 luglio seguente rescinde il proprio contratto coi siculi.

#### Nissa
Il 22 luglio 2025 firma con il club siciliano del Nissa , che vuole allestire una squadra per competere per la vittoria nel campionato.

## Statistiche

### Presenze e reti nei club
Statistiche aggiornate al 22 luglio 2025.
| Stagione                  | Squadra                   | Campionato                | Campionato | Campionato | Coppe nazionali | Coppe nazionali | Coppe nazionali | Coppe continentali | Coppe continentali | Coppe continentali | Altre coppe | Altre coppe | Altre coppe | Totale | Totale |
| Stagione                  | Squadra                   | Comp                      | Pres       | Reti       | Comp            | Pres            | Reti            | Comp               | Pres               | Reti               | Comp        | Pres        | Reti        | Pres   | Reti   |
| ------------------------- | ------------------------- | ------------------------- | ---------- | ---------- | --------------- | --------------- | --------------- | ------------------ | ------------------ | ------------------ | ----------- | ----------- | ----------- | ------ | ------ |
| 2009-2010                 | E. Braunschweig II        | OL                        | 15         | 6          | -               | -               | -               | -                  | -                  | -                  | -           | -           | -           | 15     | 6      |
| 2010-2011                 | E. Braunschweig II        | RL                        | 10         | 0          | -               | -               | -               | -                  | -                  | -                  | -           | -           | -           | 10     | 0      |
| Totale E. Braunschweig II | Totale E. Braunschweig II | Totale E. Braunschweig II | 25         | 6          |                 |                 |                 |                    |                    |                    |             |             |             | 25     | 6      |
| 2009-2010                 | Eintracht Braunschweig    | DL                        | 16         | 2          | CG              | 0               | 0               | -                  | -                  | -                  | -           | -           | -           | 16     | 2      |
| lug. 2010                 | Eintracht Braunschweig    | DL                        | 1          | 0          | CG              | 0               | 0               | -                  | -                  | -                  | -           | -           | -           | 1      | 0      |
| Totale E. Braunschweig    | Totale E. Braunschweig    | Totale E. Braunschweig    | 17         | 2          |                 | 0               | 0               |                    | -                  | -                  |             | -           | -           | 17     | 2      |
| 2011-2012                 | Germania Halberstadt      | RL                        | 31         | 5          | CG              | 0               | 0               | -                  | -                  | -                  | -           | -           | -           | 31     | 5      |
| 2012-2013                 | Babelsberg                | DL                        | 35         | 3          | CG              | 0               | 0               | -                  | -                  | -                  | -           | -           | -           | 35     | 3      |
| 2013-2014                 | Ried                      | BL                        | 34         | 8          | CA              | 3               | 0               | -                  | -                  | -                  | -           | -           | -           | 37     | 8      |
| 2014-2015                 | Ried                      | BL                        | 32         | 3          | CA              | 2               | 0               | -                  | -                  | -                  | -           | -           | -           | 34     | 3      |
| 2015-gen. 2016            | Ried                      | BL                        | 19         | 1          | CA              | 3               | 1               | -                  | -                  | -                  | -           | -           | -           | 22     | 2      |
| gen.-giu. 2016            | Frosinone                 | A                         | 15         | 1          | CI              | 0               | 0               | -                  | -                  | -                  | -           | -           | -           | 15     | 1      |
| 2016-2017                 | Frosinone                 | B                         | 28         | 3          | CI              | 0               | 0               | -                  | -                  | -                  | -           | -           | -           | 28     | 3      |
| Totale Frosinone          | Totale Frosinone          | Totale Frosinone          | 43         | 4          |                 | 0               | 0               |                    | -                  | -                  |             | -           | -           | 43     | 4      |
| 2017-gen. 2018            | Crotone                   | A                         | 5          | 0          | CI              | 0               | 0               | -                  | -                  | -                  | -           | -           | -           | 5      | 0      |
| gen.-giu. 2018            | Foggia                    | B                         | 20         | 6          | CI              | 0               | 0               | -                  | -                  | -                  | -           | -           | -           | 20     | 6      |
| 2018-2019                 | Foggia                    | B                         | 31         | 7          | CI              | 1               | 0               | -                  | -                  | -                  | -           | -           | -           | 32     | 7      |
| Totale Foggia             | Totale Foggia             | Totale Foggia             | 51         | 13         |                 | 1               | 0               |                    | -                  | -                  |             | -           | -           | 52     | 13     |
| 2019-2020                 | Benevento                 | B                         | 27         | 5          | CI              | 1               | 0               | -                  | -                  | -                  | -           | -           | -           | 28     | 5      |
| 2020-2021                 | Ascoli                    | B                         | 21         | 1          | CI              | -               | -               | -                  | -                  | -                  | -           | -           | -           | 21     | 1      |
| ago. 2021                 | Benevento                 | B                         | 0          | 0          | CI              | 0               | 0               | -                  | -                  | -                  | -           | -           | -           | 0      | 0      |
| gen.-giu. 2022            | Avellino                  | C                         | 13+1       | 3+0        | CI-C            | -               | -               | -                  | -                  | -                  | -           | -           | -           | 14     | 3      |
| set. 2022-gen. 2023       | Ried                      | BL                        | 5          | 0          | CA              | 1               | 1               | -                  | -                  | -                  | -           | -           | -           | 6      | 1      |
| Totale Ried               | Totale Ried               | Totale Ried               | 90         | 12         |                 | 9               | 2               |                    | -                  | -                  |             | -           | -           | 99     | 14     |
| gen.-giu. 2023            | Messina                   | C                         | 13+2       | 3          | CI-C            | -               | -               | -                  | -                  | -                  | -           | -           | -           | 15     | 3      |
| 2023-2024                 | Trapani                   | D                         | 28+5       | 13+4       | CI-D            | 6               | 1               |                    | -                  | -                  |             | -           | -           | 39     | 18     |
| ago. 2024                 | Trapani                   | C                         | 0          | 0          | CI-C            | 1               | 0               |                    | -                  | -                  |             | -           | -           | 1      | 0      |
| set. 2024- mar. 2025      | Fidelis Andria            | D                         | 25         | 9          | CI-D            | 1               | 0               | -                  | -                  | -                  | -           | -           | -           | 26     | 9      |
| mar.-giu. 2025            | Trapani                   | C                         | 5          | 1          | CI-C            | 0               | 0               |                    | -                  | -                  |             | -           | -           | 5      | 1      |
| Totale Trapani            | Totale Trapani            | Totale Trapani            | 33+5       | 14+4       |                 | 7               | 1               |                    | -                  | -                  |             | -           | -           | 45     | 19     |
| 2025-2026                 | Nissa                     | D                         | 0          | 0          | CI-D            | 0               | 0               |                    | -                  | -                  |             | -           | -           | 0      | 0      |
| Totale carriera           | Totale carriera           | Totale carriera           | 438        | 84         |                 | 19              | 3               |                    | -                  | -                  |             | -           | -           | 456    | 87     |

## Palmarès

### Club

#### Competizioni nazionali
- 3. Liga: 1

Eintracht Braunschweig: 2010-2011
- Campionato italiano di Serie B: 1

Benevento: 2019-2020
- Serie D: 1

Trapani: 2023-2024 (girone I)
- Coppa Italia Serie D: 1

Trapani: 2023-2024